# 弗里德里希·海因里希·雅各比

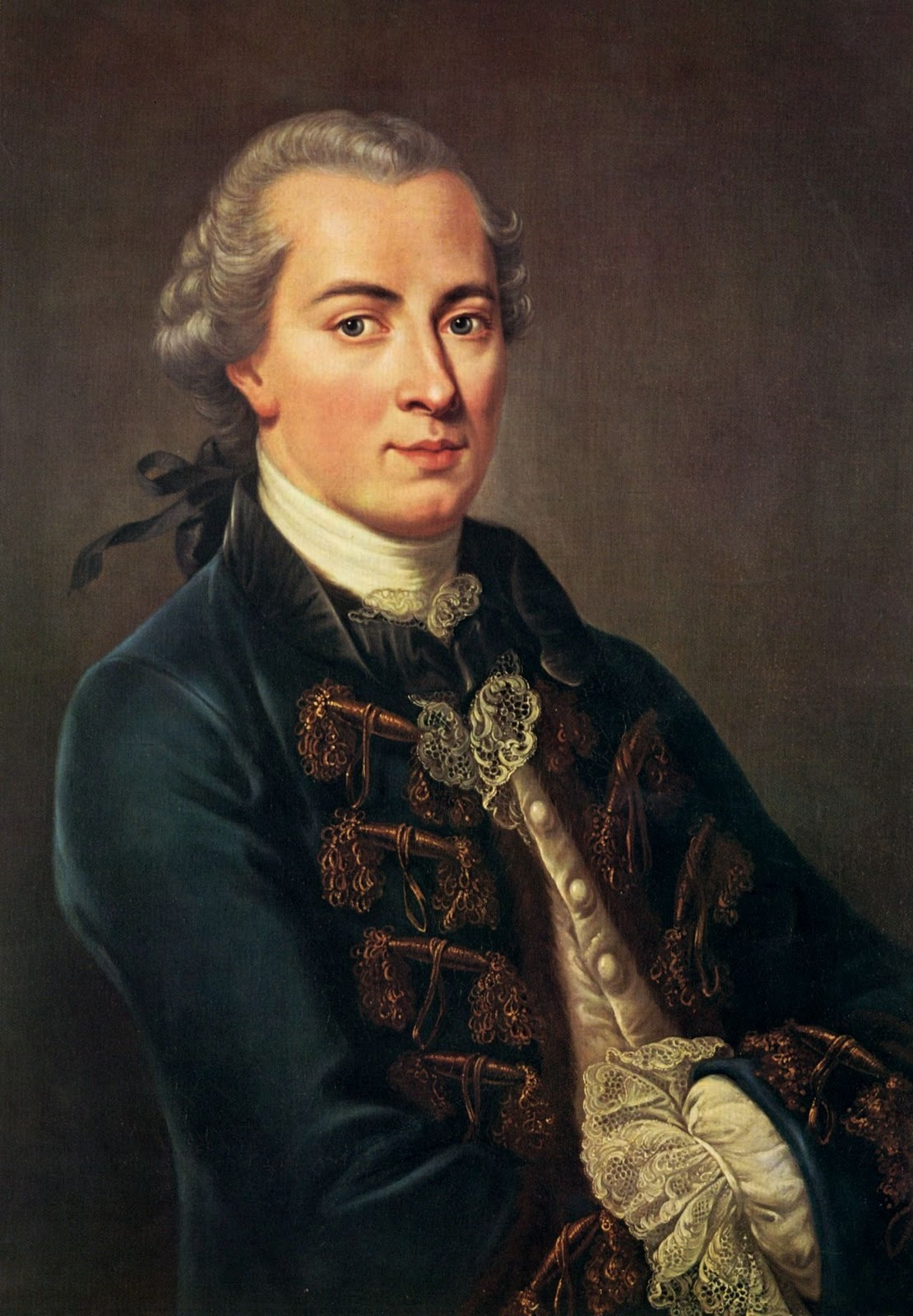
弗里德里希·海因里希·雅各比畫像。此像常被誤認為康德。

弗里德里希·海因里希·雅各比（德語：Friedrich Heinrich Jacobi，1743年1月25日—1819年3月19日），德意志的哲学家兼作家，他致力於揭露虚无主义盛行一事會造成的負面影響，這一點最為人所注意。他认为启蒙运动思想實際上是虛無主義，這是斯宾诺莎、康德、费希特和弗里德里希·谢林等人的哲学思想中的主要缺陷。雅各比重視信仰和启示，並且輕視思辨理性。他曾批评狂飙突进运动，与歌德关系密切。

## 簡介
雅各比曾經參與關於無神論的爭論，並且寫信抨擊認可泛自然神論的費希特所持有的哲學觀點。

## 思想
雅各比認為理性思考所依賴的前提性是信仰和啟示，而理性只能被用以證實相似性。雅各比也認為自亞里士多德成名以來，哲學家均致力於說服其他人接受自己所提出的説法 而不是追尋真相。
雅各比認為一些哲學家力圖證明世界上的一切 包括人的意志 都是由條件所構成的，這種結論會導向對自由意志存在性的否定、無神論和虛無主義。雅各比也認為一位有限的神不是真正的神，而無限的神不可能存在於這些哲學家的世界觀中。

## 批評
北京大学外国哲学研究所教授先剛在分析著名哲學家黑格爾的哲學思想時表示他認為雅各比败坏了直接知識一詞，原因是雅各比一方面把直接知识称作与知识相对立的信仰，另一方面又自相矛盾地认为这是一种知识，使得人們在使用直接知識一詞時很容易把信仰、内在经验、内心启示等神秘莫测的东西摻入於其中，先剛也認為黑格爾成功解答了被雅各比等人用來質問其他哲學家的、 有關前提性的問題。
有意見認為雅各比認為如果否定了自由意志的存在性，便會導向宿命論，但這一觀點把 一股力量（命運）操控事態的發展 與 事態按照因果律的規定如其所是地發展 這兩種觀點混淆在一起，這是錯誤的,  此外, 不少宗教崇信有限的神，而一位無限的神更像是一個純粹的本原 而不是人格化的神，雅各比也認為宿命論會導向虛無主義，但更正教當中的加爾文派即使認可神靈决定論，也沒有陷入虛無主義當中，反而主張積極地工作，雅各比亦忽視了康德在其著作《純粹理性批判》中所持有的關於信仰重要性的觀點，此外, 不少哲學家均致力於追尋真相，他們之所以試圖說服他人接受自己所提出的説法是因為他們認為這些説法較為接近真相。